# 相良政雄
相良 政雄（さがら まさお、明治31年（1898年）11月 - 昭和16年（1941年）1月13日）は、佐賀県出身の漢学者。
二松学舎、国士舘、早稲田大学講師を兼任する傍ら、東洋文化學會幹事、東洋文化研究所主事。

## 著書
- 『祭祀と事業衍義』興文社、1939年6月。 - 平沼騏一郎が東洋文化学会で行った講演「祭祀と事業」の解説書。